# Bóng đá tại Đại hội Thể thao Đông Nam Á
Bóng đá là một phần của môn thể thao Đại hội Thể thao Đông Nam Á kể từ lần đầu vào năm 1959. Cuộc thi bóng đá nữ được tổ chức lần đầu tiên vào năm 1985 tại Thái Lan.
Kể từ Đại hội Thể thao Đông Nam Á 2001, giới hạn độ tuổi đối với đội tuyển nam là U-23 cộng với tối đa ba cầu thủ trên tuổi cho mỗi đội hình, giống như giới hạn độ tuổi trong các cuộc thi bóng đá tại Thế vận hội Mùa hè. Kể từ Đại hội Thể thao Đông Nam Á 2017, độ tuổi môn bóng đá nam xuống còn U-22.

## Kết quả

### Bóng đá nam

#### Đại hội Thể thao Bán đảo Đông Nam Á
| 1959 Chi tiết | Băng Cốc     | · Việt Nam Cộng hòa | 3–1   | · Thái Lan          | · Mã Lai            | 1             | · Miến Điện         |
| 1961 Chi tiết | Rangoon      | · Mã Lai            | 2–0   | · Miến Điện         | · Việt Nam Cộng hòa | 1–1 2         | · Thái Lan          |
| 1965 Chi tiết | Kuala Lumpur | · Miến Điện         | 2–2 2 | · Thái Lan          | · Việt Nam Cộng hòa | 2–0           | · Malaysia          |
| 1967 Chi tiết | Băng Cốc     | · Miến Điện         | 2–1   | · Việt Nam Cộng hòa | · Thái Lan          | 5–2           | · Lào               |
| 1969 Chi tiết | Rangoon      | · Miến Điện         | 3–0   | · Thái Lan          | · Lào               | 3             | · Malaysia          |
| 1971 Chi tiết | Kuala Lumpur | · Miến Điện         | 2–1   | · Malaysia          | · Thái Lan          | 0–0 2         | · Việt Nam Cộng hòa |
| 1973 Chi tiết | Singapore    | · Miến Điện         | 3–2   | · Việt Nam Cộng hòa | · Malaysia          | 3–0           | · Singapore         |
| 1975 Chi tiết | Băng Cốc     | · Thái Lan          | 3–1   | · Malaysia          | · Miến Điện         | 2–2 (s.h.p.)2 | · Singapore         |

1 Kết quả thi đấu vòng tròn một lượt.
2 Hai đội cùng nhận huy chương.
3 Không tổ chức trận tranh huy chương đồng.

#### Đại hội Thể thao Đông Nam Á
| 1977 Chi tiết | Kuala Lumpur                   | · Malaysia  | 2–0                  | · Thái Lan  | · Miến Điện | 4           | · Indonesia   |
| 1979 Chi tiết | Jakarta                        | · Malaysia  | 1–0                  | · Indonesia | · Thái Lan  | (RR)5       | · Singapore   |
| 1981 Chi tiết | Manila                         | · Thái Lan  | 2–1                  | · Malaysia  | · Indonesia | 2–0         | · Singapore   |
| 1983 Chi tiết | Singapore                      | · Thái Lan  | 2–1                  | · Singapore | · Malaysia  | 5–0         | · Brunei      |
| 1985 Chi tiết | Băng Cốc                       | · Thái Lan  | 2–0                  | · Singapore | · Malaysia  | 1–0         | · Indonesia   |
| 1987 Chi tiết | Jakarta                        | · Indonesia | 1–0 (s.h.p.)         | · Malaysia  | · Thái Lan  | 4–0         | · Miến Điện   |
| 1989 Chi tiết | Kuala Lumpur                   | · Malaysia  | 3–1                  | · Singapore | · Indonesia | 1–1 9–8 (p) | · Thái Lan    |
| 1991 Chi tiết | Manila                         | · Indonesia | 0–0 (s.h.p.) 4–3 (p) | · Thái Lan  | · Singapore | 2–0         | · Philippines |
| 1993 Chi tiết | Singapore                      | · Thái Lan  | 4–3                  | · Myanmar   | · Singapore | 3–1         | · Indonesia   |
| 1995 Chi tiết | Chiang Mai                     | · Thái Lan  | 4–0                  | · Việt Nam  | · Singapore | 1–0         | · Myanmar     |
| 1997 Chi tiết | Jakarta                        | · Thái Lan  | 1–1 (s.h.p.) 4–2 (p) | · Indonesia | · Việt Nam  | 1–0         | · Singapore   |
| 1999 Chi tiết | Bandar Seri Begawan            | · Thái Lan  | 2–0                  | · Việt Nam  | · Indonesia | 0–0 4–2 (p) | · Singapore   |
| 2001 Chi tiết | Kuala Lumpur                   | · Thái Lan  | 1–0                  | · Malaysia  | · Myanmar   | 1–0         | · Indonesia   |
| 2003 Chi tiết | Hà Nội / Thành phố Hồ Chí Minh | · Thái Lan  | 2–1 (s.h.p.)         | · Việt Nam  | · Malaysia  | 1–1 4–2 (p) | · Myanmar     |
| 2005 Chi tiết | Bacolod                        | · Thái Lan  | 3–0                  | · Việt Nam  | · Malaysia  | 1–0         | · Indonesia   |
| 2007 Chi tiết | Nakhon Ratchasima              | · Thái Lan  | 2–0                  | · Myanmar   | · Singapore | 5–0         | · Việt Nam    |
| 2009 Chi tiết | Viêng Chăn                     | · Malaysia  | 1–0                  | · Việt Nam  | · Singapore | 3–1         | · Lào         |
| 2011 Chi tiết | Jakarta                        | · Malaysia  | 1–1 (s.h.p.) 4–3 (p) | · Indonesia | · Myanmar   | 4–1         | · Việt Nam    |
| 2013 Chi tiết | Naypyidaw / Yangon             | · Thái Lan  | 1–0                  | · Indonesia | · Singapore | 2–1         | · Malaysia    |
| 2015 Chi tiết | Singapore                      | · Thái Lan  | 3–0                  | · Myanmar   | · Việt Nam  | 5–0         | · Indonesia   |
| 2017 Chi tiết | Kuala Lumpur                   | · Thái Lan  | 1–0                  | · Malaysia  | · Indonesia | 3–1         | · Myanmar     |
| 2019 Chi tiết | Manila / Biñan / Imus          | · Việt Nam  | 3–0                  | · Indonesia | · Myanmar   | 2–2 5–4 (p) | · Campuchia   |
| 2021 Chi tiết | Hà Nội / Nam Định / Phú Thọ    | · Việt Nam  | 1–0                  | · Thái Lan  | · Indonesia | 1–1 4–3 (p) | · Malaysia    |
| 2023 Chi tiết | Phnôm Pênh                     | · Indonesia | 5–2 (s.h.p.)         | · Thái Lan  | · Việt Nam  | 3–1         | · Myanmar     |
| 2025 Chi tiết | Bangkok                        |             |                      |             |             |             |               |

Từ năm 2001 đến năm 2015 và năm 2021 là giải đấu dành cho đội tuyển U-23. Từ năm 2017 đến nay (ngoại trừ năm 2021) là giải dành cho đội tuyển U-22.
4 Indonesia không có mặt tại thời điểm bắt đầu trận đấu. Sau 15 phút chờ đợi, trọng tài hủy bỏ trận đấu và báo cáo ủy ban kỹ thuật để trao huy chương đồng cho Miến Điện.
5 Kết quả thi đấu vòng tròn một lượt.

### Bóng đá nữ
| 1985 Chi tiết | Băng Cốc             | · Thái Lan | (RR)1                | · Singapore | · Philippines |       |               |
| 1995 Chi tiết | Chiang Mai           | · Thái Lan | 1–0                  | · Malaysia  | · Myanmar     | (RR)1 | · Philippines |
| 1997 Chi tiết | Jakarta              | · Thái Lan | 5–1                  | · Myanmar   | · Việt Nam    | 2–0   | · Indonesia   |
| 2001 Chi tiết | Kuala Lumpur         | · Việt Nam | 4–0                  | · Thái Lan  | · Myanmar     | 3–0   | · Indonesia   |
| 2003 Chi tiết | Hải Phòng / Nam Định | · Việt Nam | 2–1                  | · Myanmar   | · Thái Lan    | 6–1   | · Malaysia    |
| 2005 Chi tiết | Marikina             | · Việt Nam | 1–0                  | · Myanmar   | · Thái Lan    | (RR)1 | · Philippines |
| 2007 Chi tiết | Nakhon Ratchasima    | · Thái Lan | 2–0                  | · Việt Nam  | · Myanmar     | 5–0   | · Lào         |
| 2009 Chi tiết | Viêng Chăn           | · Việt Nam | 0–0 (s.h.p.) 3–0 (p) | · Thái Lan  | · Myanmar     | (RR)1 | · Lào         |
| 2013 Chi tiết | Mandalay             | · Thái Lan | 2–1                  | · Việt Nam  | · Myanmar     | 6–0   | · Malaysia    |
| 2017 Chi tiết | Kuala Lumpur         | · Việt Nam | (RR)1                | · Thái Lan  | · Myanmar     | (RR)1 | · Philippines |
| 2019 Chi tiết | Manila / Biñan       | · Việt Nam | 1–0 (s.h.p.)         | · Thái Lan  | · Myanmar     | 2–1   | · Philippines |
| 2021 Chi tiết | Quảng Ninh           | · Việt Nam | 1–0                  | · Thái Lan  | · Philippines | 2–1   | · Myanmar     |
| 2023 Chi tiết | Phnôm Pênh           | · Việt Nam | 2–0                  | · Myanmar   | · Thái Lan    | 6–0   | · Campuchia   |

## Tổng kết huy chương

### Giải đấu nam
| Hạng               | Đoàn               | Vàng | Bạc | Đồng | Tổng số |
| ------------------ | ------------------ | ---- | --- | ---- | ------- |
| 1                  | Thái Lan           | 15   | 6   | 5    | 26      |
| 2                  | Malaysia           | 6    | 6   | 7    | 19      |
| 3                  | Myanmar            | 5    | 4   | 5    | 14      |
| 4                  | Việt Nam           | 3    | 7   | 6    | 16      |
| 5                  | Indonesia          | 3    | 5   | 4    | 12      |
| 6                  | Singapore          | 0    | 3   | 6    | 9       |
| 7                  | Lào                | 0    | 0   | 1    | 1       |
| Tổng số (7 đơn vị) | Tổng số (7 đơn vị) | 32   | 31  | 34   | 97      |

### Giải đấu nữ
| Hạng               | Đoàn               | Vàng | Bạc | Đồng | Tổng số |
| ------------------ | ------------------ | ---- | --- | ---- | ------- |
| 1                  | Việt Nam           | 8    | 2   | 1    | 11      |
| 2                  | Thái Lan           | 5    | 5   | 3    | 13      |
| 3                  | Myanmar            | 0    | 4   | 7    | 11      |
| 4                  | Malaysia           | 0    | 1   | 0    | 1       |
| 4                  | Singapore          | 0    | 1   | 0    | 1       |
| 6                  | Philippines        | 0    | 0   | 2    | 2       |
| Tổng số (6 đơn vị) | Tổng số (6 đơn vị) | 13   | 13  | 13   | 39      |